# 科勒爾鎮區 (伊利諾伊州)
科勒爾鎮區（英語：Coral Township）是位於美國伊利諾伊州麥克亨利縣的一個行政鎮區。

## 地方資料
根據2010年美國人口普查的數據，科勒爾鎮區的面積為93.20平方千米，當中陸地面積為93.10平方千米，而水域面積為0.10平方千米。當地共有人口3446人，而人口密度為每平方千米36.97人。